# TRT 1
TRT 1 es el primer canal de televisión de Türkiye Radyo Televizyon Kurumu (TRT), la empresa de radiodifusión pública de Turquía. Comenzó sus emisiones el 31 de enero de 1968.

## Historia
La Corporación Turca de Radio y Televisión (TRT), fundada en 1964 por el gobierno turco, inició las emisiones de televisión pública en Turquía a través del canal «TRT-TV», a partir del 31 de enero de 1968 desde Ankara. No obstante, no se trata del primer canal existente en el país: la señal İTÜ TV (propiedad de la Universidad Politécnica de Estambul) funcionó desde 1952 hasta 1971.
El gobierno de la época consideraba que la televisión era un artículo de lujo, por lo que su desarrollo fue algo más lento que en otros países. En 1971 se inauguraron nuevas estaciones en Estambul, Esmirna y Anatolia Suroriental, y a partir de 1972 se desarrolló una programación nacional.
En 1981 comenzaron las emisiones en pruebas de la televisión en color, no consolidadas hasta el 15 de marzo de 1984. Dos años más tarde, TRT-TV fue renombrada «TRT 1» para distinguirla del recién creado segundo canal. En aquella época los turcos se esforzaron en desarrollar la producción propia.
Con la irrupción de la televisión privada en 1992, se convirtió en un canal generalista nacional con vocación de servicio público. TRT 1 emite en alta definición desde el 19 de mayo de 2012. Sus mayores éxitos a nivel internacional han sido series de ficción histórica como Leyla ile Mecnun (2011-2013) y Resurrección: Ertuğrul (2014-2018), así como la novela Masumlar Apartmanı (2020-2022).